# Monumentum pro Gesualdo da Venosa ad CD Annum
Il Monumentum pro Gesualdo da Venosa ad CD Annum. Tre madrigali ricomposti per strumenti è una composizione di Igor' Fëdorovič Stravinskij del 1960 basata su tre madrigali di Gesualdo da Venosa riscritti per un particolare organico di orchestra da camera in commemorazione del quarto centenario della nascita del musicista italiano.

## Storia
Fin dal 1954 Stravinskij ebbe l'idea di realizzare una composizione traducendo strumentalmente delle opere vocali quali i madrigali di Gesualdo da Venosa; il progetto fu sul momento accantonato poiché il compositore pensava che il carattere squisitamente vocale di quei brani difficilmente si sarebbe potuto traslare in ambito strumentale. L'interesse che il musicista venosino suscitò in Stravinskij portò comunque quest'ultimo, tra il 1956 e il 1959, a completare una delle Sacrae cantiones a sette voci, Illumina Nos, nelle parti del Bassus e del Sextus che erano andate perdute. Nel 1959 il compositore scrisse anche le parti mancanti di altri due brani della raccolta, il secondo e il dodicesimo, pubblicando questo suo lavoro col titolo Tres Sacrae Cantiones by Carlo Gesualdo di Venosa completed by Igor Stravinskij. Nel febbraio 1960 il musicista riprese il suo vecchio progetto e cercò i brani adatti suonando e risuonando la musica sacra e i madrigali di Gesualdo fino a che non trovò tre pezzi che potevano ritenersi adatti. La scelta cadde su Asciugati i begli occhi, XIV madrigale dal Libro quinto, Ma tu cagion di quella, XVIII madrigale sempre dal Libro quinto e Beltà poi che t'assenti, II madrigale dal Libro sesto. Stravinskij terminò l'opera nel mese di marzo e la prima esecuzione avvenne a Venezia a Palazzo Ducale il 27 settembre 1960.

## Analisi
Carlo Gesualdo da Venosa era stato un vero e proprio musicista d'avanguardia del XVI secolo e Stravinskij era rimasto affascinato dai suoi lavori al punto che l'idea di lavorare su alcune sue opere fu per lui una tentazione irresistibile. Una volta trovati i tre madrigali i problemi principali stavano nello scegliere il registro adatto degli strumenti e studiare la differenza dei timbri fra le voci e gli strumenti stessi; anche il particolare ritmo era un problema da affrontare e Stravinskij decise di non modificarlo né di svilupparlo. Il timbro degli strumenti a fiato, in particolare gli ottoni, hanno trasformato il carattere dei lavori di Gesualdo facendoli diventare "canzoni" strumentali. Come giustamente scrive Roman Vlad, qui non abbiamo "una delle solite trascrizioni, ma una "ricomposizione" nel senso che Stravinskij non si limitò ad operare una semplice trasposizione dei tre brani... ma immaginò ex novo la sostanza musicale di questi brani".

## Organico
Due oboi, due fagotti, quattro corni, due trombe in Do, due tromboni tenori, trombone basso, violini I e II, viole, violoncelli.
Ogni brano ha un'orchestrazione individuale.
- Asciugate i begli occhi: due oboi, due fagotti, quattro corni, due violini solisti, tre viole soliste, un violoncello solista, archi.
- Ma tu cagion di quella: due oboi, due fagotti, due trombe, due tromboni tenori, trombone basso.
- Beltà poi che t'assenti: due oboi, due fagotti, quattro corni, due trombe, due tromboni tenori, quattro violoncelli solisti, archi.

## Realizzazioni coreografiche
George Balanchine creò una coreografia sulla musica del Monumentum subito dopo la prima esecuzione a Venezia; il balletto è diviso in tre parti ognuna delle quali dura circa due minuti ed è senza trama, danzato da una coppia solista principale a cui si affiancano altre sei coppie. La prima rappresentazione andò in scena con il New York City Ballet al City Center of Musica and Drama il 16 novembre 1960; le scene erano di David Hays e interpreti principali Diana Adams e Conrad Ludlow. In seguito questo balletto venne sempre eseguito insieme a quello creato da Balanchine nel 1963 sulla musica dei Movimenti per pianoforte e orchestra di Stravinskij.